# 伊布拉音·乌斯曼
伊布拉音·乌斯曼（？—）维吾尔族，籍贯不详，新疆伊扎布特组织骨干。

## 生平
伊布拉音·乌斯曼原来是新疆工学院建工系90级毕业生。1995年毕业之后，赴土耳其留学两年。回国后，自1998年1月起，在新疆维吾尔自治区乌鲁木齐市以阿拉伯语等语言办学讲课，发展“伊扎布特”组织。伊扎布特组织由此渗透进入新疆。
伊扎布特组织规定，凡加入者须举手宣誓。该组织作为教材发放的书刊有《伊斯兰章程》、《路》、《伊斯兰之国》、《你是谁》、《觉悟与意识》、《古兰经训诫》等数十种。以这些教材对发展对象实行单人或分组授课。伊扎布特自1998年1月进入新疆后，几年时间便在新疆各高校形成规模。截至2002年1月，仅被中华人民共和国公安机关掌握的“伊扎布特”成员已达到300余名，受影响者2000余人，其中多数是大专院校、中学和中专的教师和学生。